# Giovanni Fusconi
Giovanni Fusconi (Cervia, 18 marzo 1899 – Cervia, 6 dicembre 1958) è stato un partigiano e politico italiano, noto col nome di battaglia di Isola.

## Biografia
Giovanni Fusconi inizia la sua attività politica giovanissimo, nel 1914: è arrestato con l'accusa di "insurrezione contro i poteri dello Stato" e prosciolto per la giovane età. Comunista dalla fondazione del Partito Comunista d'Italia è arrestato ancora nel gennaio del 1922 quale ardito del popolo e assolto dalle accuse dopo aver scontato 17 mesi di carcere. Viene nuovamente arrestato nel 1926 per organizzazione comunista e confinato a Lipari per 5 anni (ridotti a 2 in appello).   Liberato nel novembre del 1928 ripara all'estero, in Francia, da dove rientra nel marzo 1933, per essere condannato dal Tribunale Speciale per la Difesa dello Stato a 9 anni di reclusione da scontarsi a Pianosa. 
Liberato per amnistia nel 1937, prosegue in clandestinità la sua attività politica. Finché, dopo l'8 settembre 1943, prende parte attiva alla Resistenza romagnola: l'11 settembre 1943, partecipa alla riunione fondativa della Resistenza romagnola, tenutasi all'Hotel Mare-Pineta di Milano Marittima e a cui partecipano, oltre a lui, Arrigo Boldrini, Ennio Cervellati, Giuseppe D'Alema, Riccardo Fedel, Gino Gatta, Mario Gordini, Rodolfo Salvagiani, Agide Samaritani e Virginio Zoffoli. 
Dopodiché, dal 27 febbraio 1944 è ufficiale di collegamento tra la pianura e la montagna per la Brigata Garibaldi Romagnola e poi, fino al 18 maggio 1944, per la 8ª Brigata Garibaldi Romagna. Successivamente, svolge attività organizzativa per la formazione della 28ª Brigata GAP.
Ricoprirà la carica di segretario della federazione Rimini-nord del PCI.